# Marc-Antoine Savornin
Pour les articles homonymes, voir Savornin.
Marc-Antoine Jean Louis Savornin, né le 24 mars 1753 à Seyne et mort le 4 juillet 1825 à Bruxelles, est un homme politique français, député à la Convention en septembre 1792.

## Biographie
Notaire à Seyne, il est élu administrateur du district de Digne en 1790 puis commandant de la Garde nationale de Seyne.
En 1791 il rédigea et lut publiquement une adresse à la mémoire de Mirabeau, dont la famille (Riquetti) était originaire de Seyne. 
En 1792, il est élu à la Convention, où il siège avec les Montagnards. Lors du procès de Louis XVI, il vota la mort, sans sursis. 
En 1794, la commune de Seyne organisa un feu de joie pour célébrer ses votes à l'Assemblée. Il prit la parole pour soutenir le général Brunet contre ses accusateurs. Il intervint à diverses reprises en faveur de la commune de Volx dans le conflit qui opposait cette dernière à la famille propriétaire du château de ce lieu, à la suite d'un incendie.
Sous le Directoire, il fut élu au Conseil des Cinq-Cents, puis nommé inspecteur des contributions directes des Basses-Alpes en 1799. Il aurait démissionné de ce dernier office en opposition au 18 brumaire.
Pendant les Cent-Jours, il soutient l’Acte additionnel. À la Seconde Restauration, il est condamné à l’exil comme régicide : il choisit Bruxelles en janvier 1816, laissant sa femme aliénée à Paris et y vivant en donnant des cours de langue.
Les trois filles de marc Savornin, restées à Seyne, s'y marièrent. Son fils ainé, François Sabornin (1780-1851) fut employé au ministères des finances à paris puis maire-adjoint de l'hay-les-Roses. Le fils de ce dernier, Eugène Savornin (1814-1884), né à Paris, fut notaire puis commerçant à l'Hay-les-Roses, maire-adjoint (1870-1874) puis maire (1874-1884) de cette commune. 